# 宮本卯之助商店
株式会社宮本卯之助商店（みやもとうのすけしょうてん）は、神輿・太鼓・山車・獅子舞用品などの祭礼具の製造販売や修理、復元及びレンタルを行っている企業。1861年（文久元年）に創業。本社は東京都台東区浅草に置く。一般的な和太鼓（長胴太鼓）だけでなく、能・歌舞伎・雅楽用の太鼓や鳴り物まで幅広く製造している。また三社祭をはじめ多くの神社・町会の神輿を「宮本重義」の作人名で製作している。宮内庁楽部をはじめ、全国の神社・仏閣、歌舞伎座、国立能楽堂、日本武道館等に楽器を提供している。

## 沿革
- 1861年（文久元年）- 土浦にて初代清助が太鼓店を創業し、山城屋と号す。
- 1893年（明治26年）- 4代卯之助が浅草聖天町に店を構える。
- 1926年（大正15年）- 大正天皇御大葬用楽器一式謹製以来宮内庁御用を賜る。
- 1928年（昭和3年）- 昭和天皇即位、御大礼楽器一式謹製。
- 1948年（昭和23年）- 浅草田島町に現在の西浅草店を開く。
- 1950年（昭和25年）- 浅草神社、本社神輿（一之宮、二ノ宮）謹製。
- 1953年（昭和28年）- 浅草神社、本社神輿（三ノ宮）謹製。
- 1963年（昭和38年）- 歌舞伎座御用達となる。
- 1964年（昭和39年）- 1964年東京オリンピック開会式の大火焔太鼓謹製。
- 1966年（昭和41年）- 国立劇場御用達となる。
- 1968年（昭和43年）- 昭和新宮殿の大火焔太鼓謹製。
- 1986年（昭和61年）- 国立能楽堂御用達となる。
- 1988年（昭和63年）- 世界初の太鼓専門博物館「太鼓館」を開設。
- 1993年（平成5年）- 宮本スタジオを開設。
- 1996年（平成8年）- 浅草神社、三社祭本社神輿平成大修復。
- 2003年（平成15年）- 七代宮本卯之助襲名
- 2010年（平成22年）- 宮本卯之助が会長に、宮本芳彦が社長にそれぞれ就任。文化庁長官表彰を受賞。
- 2013年（平成25年）- 七代宮本卯之助が黄綬褒章を受章。
- 2014年（平成26年）- 和太鼓スクールHIBIKUS横浜を開設。米国子会社 MIYAMOTO UNOSUKE LLC / kaDON (カドン) 設立。
- 2017年（平成29年）- 宮本スタジオを閉店。HIBIKUS浅草Basement（ベースメント）を開設。
- 2019年（令和元年）- 和太鼓スクールHIBIKUS天神を開設。

## 事業所

### 販売店
本店と西浅草店の2店舗がある。
本店は東京都浅草の言問橋近くにあり、本社・工場・スタジオが併設されている。
また西浅草店は神輿・太鼓をはじめ、祭衣装や神具まで幅広い商品を取り揃えたショールームとなっている。

### 太鼓館
和太鼓をはじめ世界の太鼓約600点を所蔵している世界の太鼓資料館を経営している。世界各国の太鼓を一堂に公開する博物館は世界初であり、またそのほとんどを実際に打つことができるのも特徴である。なかでも和太鼓は文久元年創業の伝統を生かして、質量ともに他に類を見ない収蔵を誇っている。更に太鼓に関する文献図書、視聴覚資料も3000点を超え、研究者への閲覧、利用の便宜を図っている。

### 宮本スタジオ
周囲に気兼ねなく太鼓を打てるレベルの防音設備を備えたスタジオ。アンプなども置かれ、洋楽・邦楽問わずあらゆるジャンルに対応可能な多目的スタジオでもある。伝統文化の保存・伝承をしていくことを目的とした「宮本邦楽教室」として和太鼓・長唄・笛・民謡・端唄などの教室を開講している。2017年に閉館し、場所を本店地下へと移し「ヒビカス浅草ベースメント」として再オープンした。

### ヒビカス
練習スペースと太鼓教室を兼ねたスタジオ。2014年に神奈川県横浜、2019年に福岡県天神でそれぞれオープンした。プロの太鼓奏者によるレベル別のレッスンを受講できるほか、スタジオをレンタルして個人練習ができる。店名の正式な表記は「HIBIKUS」で、「響く」と「us（英：私たちに/私たちを）」を組み合わせた造語である。

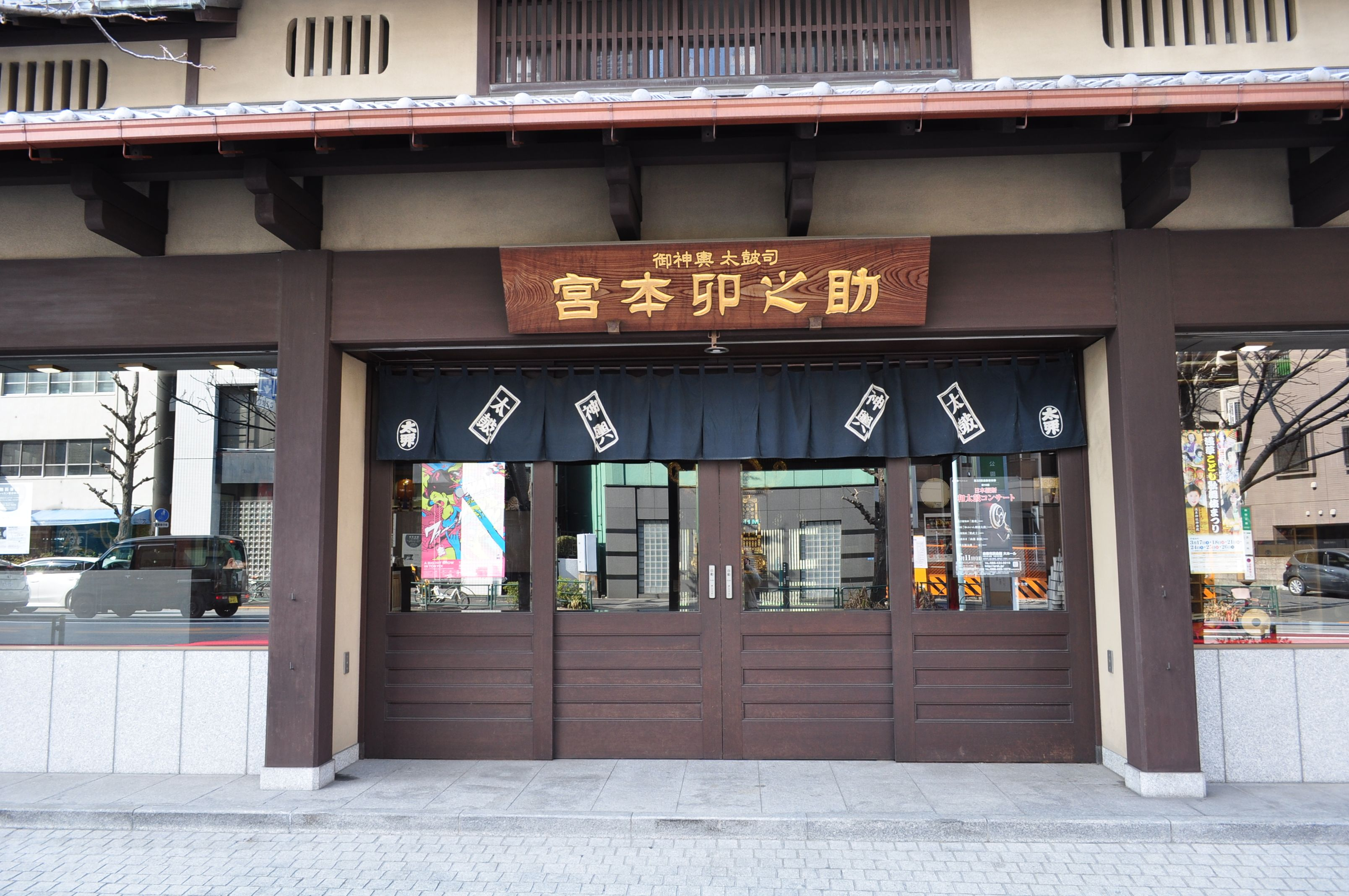
本社入口（2018年2月26日撮影）
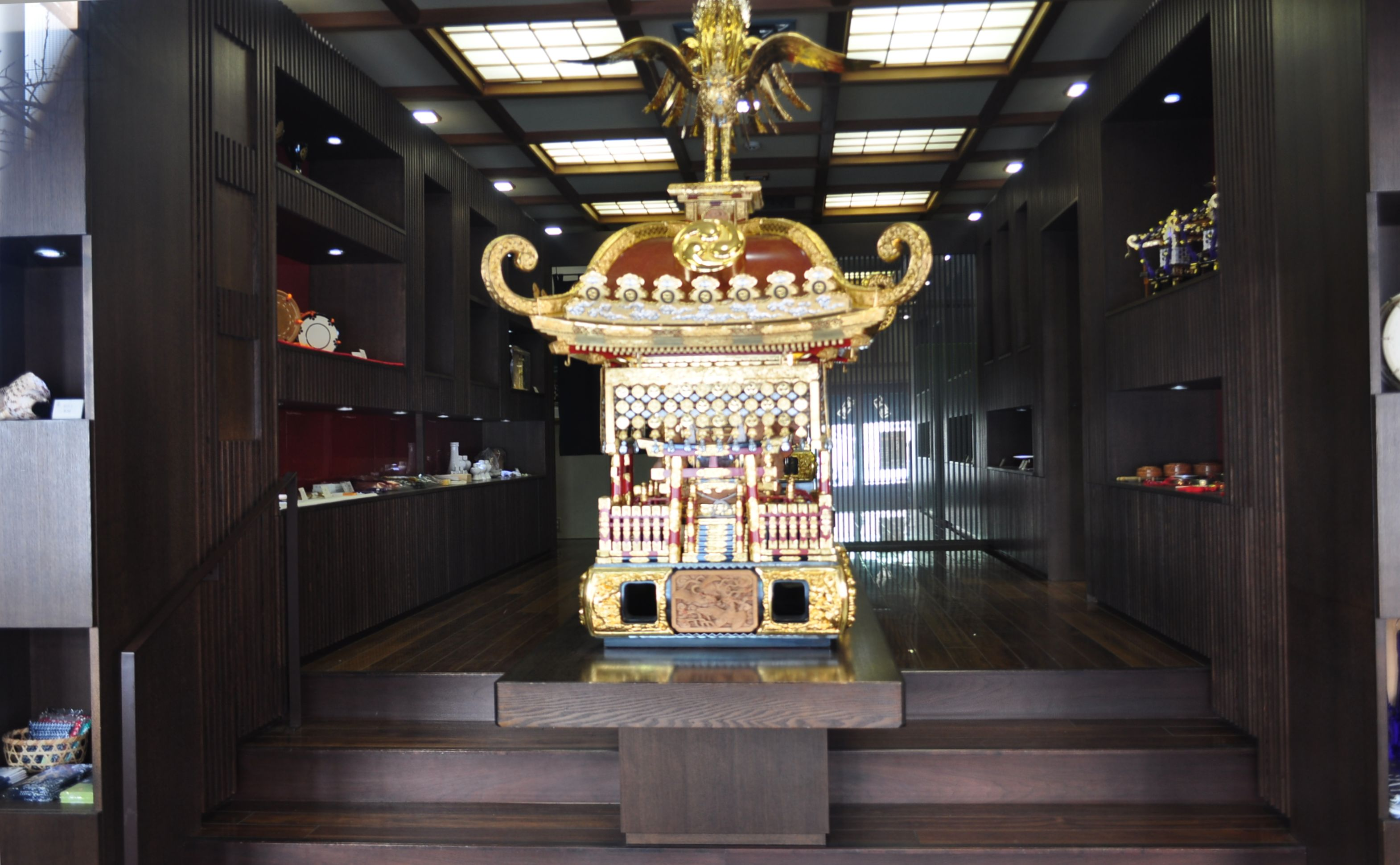
同左、店内（2018年2月26日撮影）
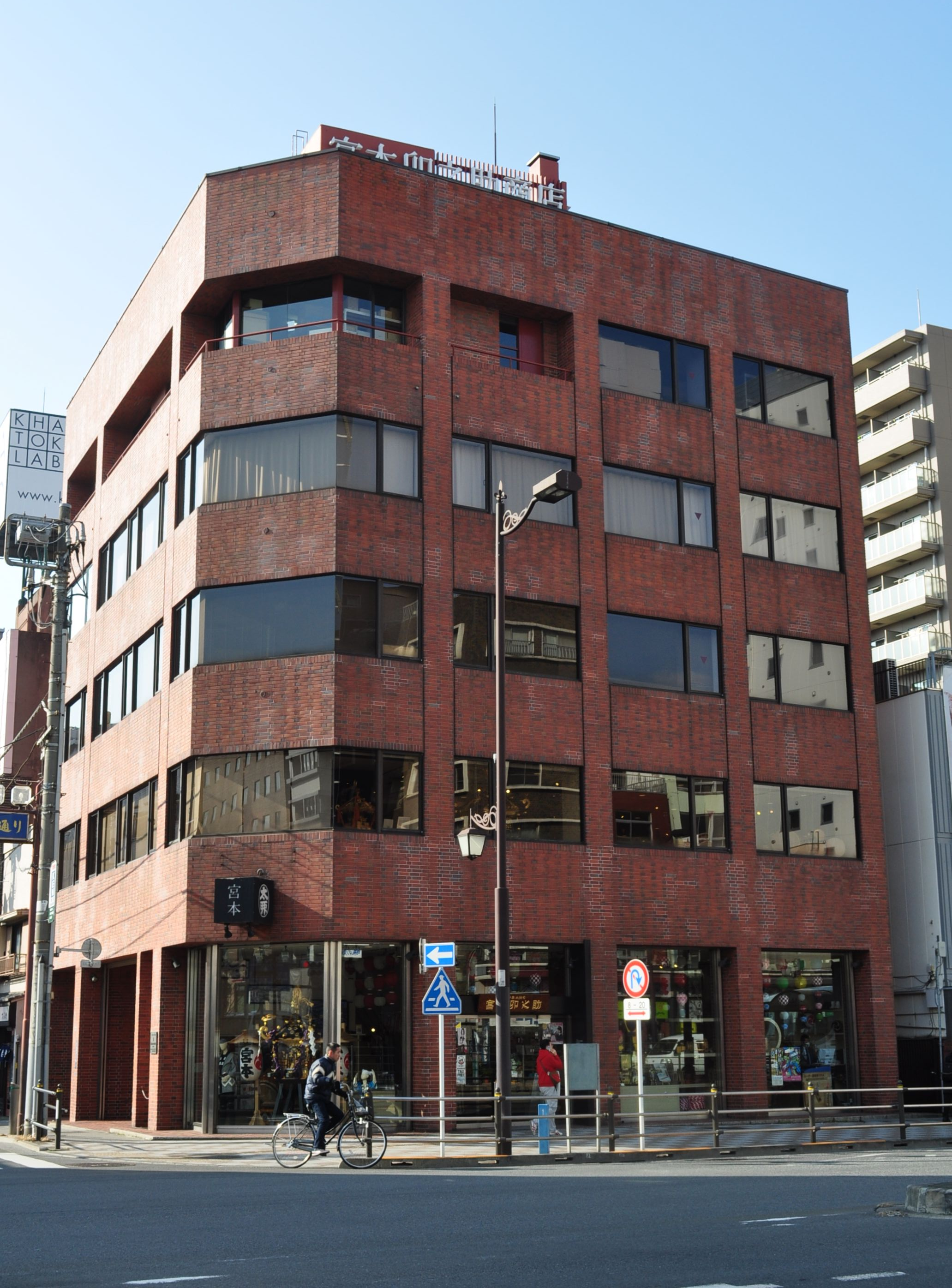
西浅草店（2018年2月26日撮影）
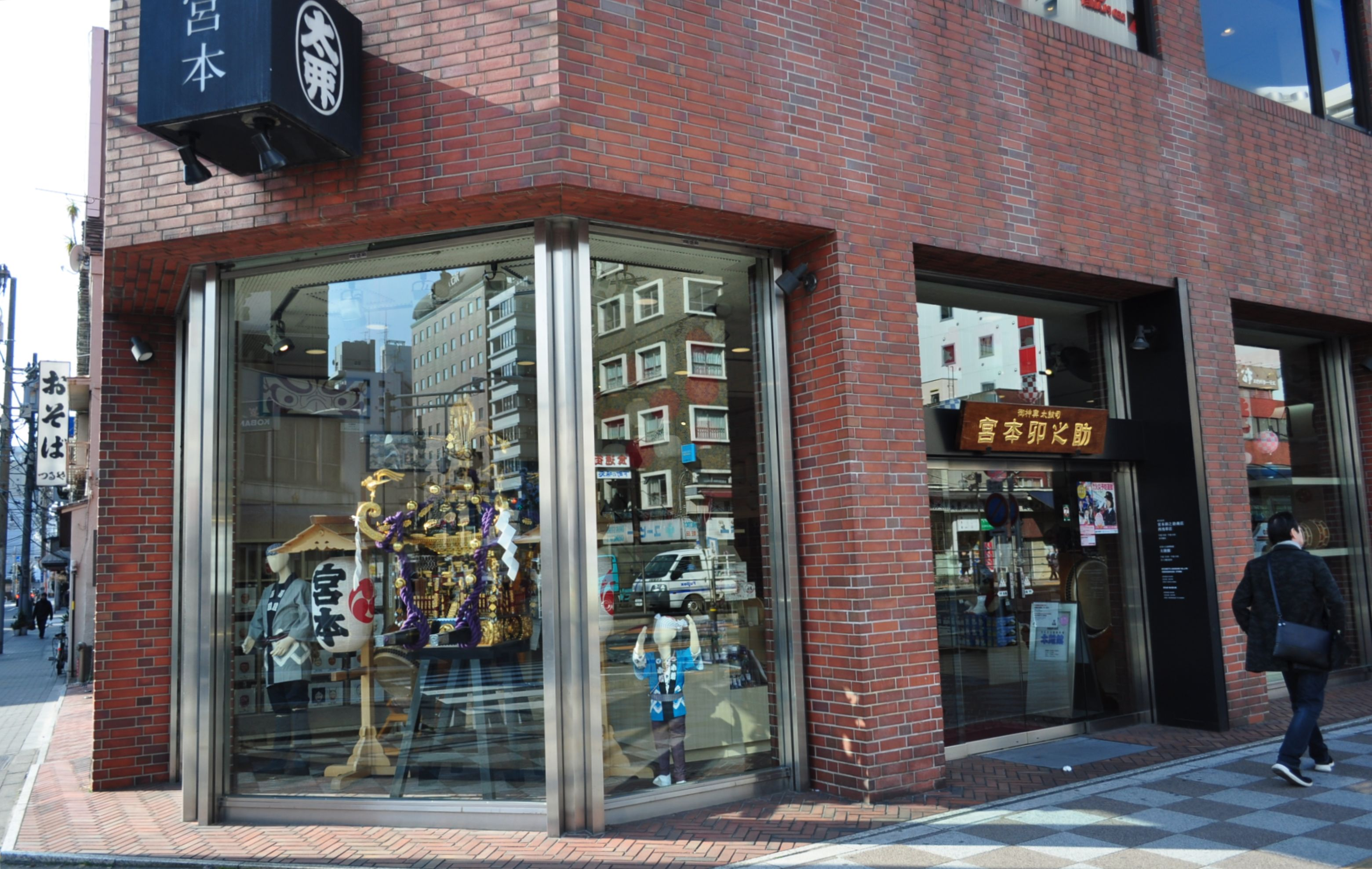
同左入口（2018年2月26日撮影）